# Rocă magmatică

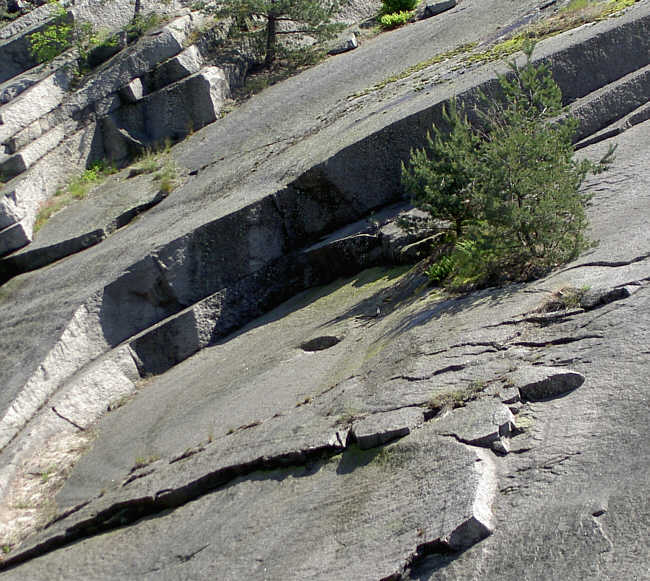
Granit

Rocile magmatice sau magmatitele sunt roci vulcanice care s-au format prin solidificare prin răcire a magmei care provine din mantaua superioară (astenosfera) a Pământului.

Magmatitele alcătuiesc una dintre grupele mari de roci clasificate după proveniență după cum urmează: 
- roci magmatice;
- roci metamorfice;
- roci sedimentare.

Rocile magmatice în general sunt rezultatul cristalizării naturale secvențiale a unei topituri de silicați, (magmă), în cazul ajungerii la suprafață numindu-se lavă, și care în funcție de timpul de răcire, determină structura și textura rocii.

## După timpul de răcire
- Sunt roci care se formează din magmă la adâncimi mari numite plutonice (denumire după Pluto) cu un timp de răcire lent, textura rocii fiind faneritică, cu cristale mai mari.

Aici se poate aminti granitul, dioritul, sienitul (syenit), gabroul. 
 
Culorea acestor roci este direct dependența de conținutul in minerale majore cât și impurități. Cu cât timpul de răcire este mai scurt, cristalele rocilor magmatice au dimensiuni mai mici (microcristaline). In cazul racirii bruste cristalele sunt complet absente (structura criptocristalină) iar roca are aspectul sticlei (e.g. obsidian). 
- Rocile formate prin consolidarea magmei (lava) la suprafață, sunt numite vulcanice, acestea în funcție de conținutul în apă pot avea un caracter mai mult sau mai puțin exploziv. În acest caz timpul de răcire este scurt, rocile din această categorie vor avea o granulație fină.

Cele mai importante vulcanite sunt: bazaltul, andezitul și trahitul care iau naștere prin activitatea de erupție a unui vulcan.

## Proprietăți
Magmatitele diferă:
- După compoziția mineralogică (implicit cea chimică) putem distinge mai multe tipuri de magme:
- magme silicatice
- magme sulfitice
- magme carbonatice.
- etc.

## Transformare
Magmatitele în procesul de suprafață sau adâncime, se pot transforma în prezența unor condiții specifice, în celelate două tipuri de roci sedimentare și metamorfice.

## Legături extene
- de  Gesteinsgruppen und Abbildungen; Porphyre
- de  Klassifikation der Magmatite
- de  Magmatische Gesteine si Magmatische Gesteinsbilder
- de  Magmatite